# YeYe (cantante)
YeYe, pseudonimo di Hashiguchi Natsuko (Shiga, 24 ottobre 1989), è una cantante e cantautrice giapponese.
Fino al 2010 era attiva con il suo vero nome, Natsuko Hashiguchi. Originaria della prefettura di Shiga, risiede tra Kyoto e Melbourne.
Nel 2009, ha partecipato al Senko Riot. Ha iniziato l'attività solista l'anno successivo e nel 2011 ha pubblicato il suo album di debutto 朝を開けだして、夜をとじるまで (Asa o ake dashite, yoru o tojiru made?) sotto lo pseudonimo di YeYe, ed ha vinto il premio per il miglior nuovo artista al CD Shop Awards per lo stesso lavoro. Ha pubblicato cinque album con etichette indie, spaziando tra l'indie pop, il pop barocco e l'elettropop. Inoltre ha partecipato ai lavori di Gotch e Furukawa Honpo e compone musica per spot pubblicitari.

## Carriera
Natsuko Hashiguchi è nata nel 1989 nella prefettura di Shiga. Ha iniziato a suonare il pianoforte alle elementari, ma ha smesso quasi immediatamente. Successivamente, grazie all'influenza dei suoi tre fratelli maggiori, ha iniziato a suonare la chitarra intorno alla quinta elementare e la batteria elettronica dopo essere entrata alle scuole medie. Al liceo ha studiato per un anno in Nuova Zelanda, questa esperienza è stata messa a frutto nella scrittura e nel canto in inglese. Ha affermato di aver realizzato la sua prima canzone quando era al liceo.
Ha iniziato l'attività solista nel 2010 con il suo vero nome. L'anno successivo ha cambiato il nome in YeYe (che in cinese significa nonno). L'album di debutto, 朝を開けだして、夜をとじるまで (Asa o ake dashite, yoru o tojiru made?), è stato pubblicato dalla CAPTAIN HOUSE REC'S nel 2011.
Dopo essere passata all'etichetta Rallye Label ha pubblicato nel 2013 il secondo album Hue Circle e nel 2016 il terzo album ひと (Hito?), ha inoltre collaborato con Gotch (un membro degli ASIAN KUNG-FU GENERATION, noto anche come Masafumi Gotoh), Fullkawa Honpo e Hiroshi Takano e fornito musiche per spot pubblicitari.
Dopo essersi trasferita a Melbourne, in Australia, ha pubblicato Mottainai nel 2017. Nello stesso anno, ha fornito la sigla di "Love and Goodbye and Hawaii (恋とさよならとハワイ?, Koi to Sayonara to Hawai)" film diretto da Shingo Matsumura. Nel 2020 ha pubblicato il suo quinto album 30, il nome dell'album fa riferimento all'età della cantante. Dal 2020 al 2021 ha pubblicato brani in collaborazione con Fumitake Ezaki, Motoi Kawabe (Mitsume) e BASI.
Il 21 luglio 2021 pubblica il suo sesto album おとな (Otona?).
Il 21 settembre 2022 pubblica il settimo album はみ出て! (Hamidete!?).

## Discografia
- 2011 – 朝を開けだして、夜をとじるまで (Asa o ake dashite, yoru o tojiru made?)
- 2013 – Hue Circle
- 2016 – ひと (Hito?)
- 2017 – Mottainai
- 2020 – 30
- 2021 – おとな (Otona?)
- 2022 – はみ出て! (Hamidete!?)